# اچ‌ام‌سی‌اس مالاسپینا
اچ‌ام‌سی‌اس مالاسپینا (به انگلیسی: HMCS Malaspina) یک کشتی بود که طول آن ۱۶۲ فوت (۴۹ متر) بود. این کشتی در سال ۱۹۱۷ ساخته شد.